# ネフィリム
ネフィリム（Nephilim）は、旧約聖書の『創世記』および『民数記』、旧約聖書外典（続編）の『ヨベル書』、『エノク書』などにあらわれる種族の名で、一般的には「巨人」とされる。名前の意味は「（天から）落ちてきた者達」であるという。「ネピリム」とも表記される。

## 概要
『創世記』第6章1–4節によれば、地上に人が増え始め、娘たちが生まれると、神の子らは人の娘たちが美しいのを見て、おのおの選んだ者を妻にした。こうして神の子らと人間の娘たちの間に生まれたのがネフィリムであった。彼らは大昔の名高い英雄たちであったという。
『民数記』第13章32–33節ではカナンを偵察したイスラエルの一隊が、「そこにすむ民は巨人であり、ネフィリムである。彼らアナク人はネフィリムの出だ」とモーセに語る場面がある。
『ヨベル書』7:21–23によれば、巨人たちが人の娘をめとり、そこからネフィリムが生まれたとされる。ネフィリムは「みな仲たがいをして共食いをし、お互いを殺しあった」という。この箇所ではネフィリム以外にエルバハ、ネピル、エルヨという三種の名称があげられているが、それらも巨人をあらわしていると考えられる。
『第一エノク書』7章では地上に降りて人間の娘と交わった天使たち（グリゴリ）によって、巨人が生まれたという。巨人の体長は3000キュビット（1350メートル、ギリシア語の『エノク書』では3000ペーキュス）もあり、人間たちの食物を食べつくすと共食いを行ったという（7:5）。
古代イスラエルと敵対した民族･国家を邪悪と強調するための象徴的描写とも考えられる。